# Římskokatolická farnost – děkanství Týnec nad Labem
Římskokatolická farnost – děkanství Týnec nad Labem je územním společenstvím římských katolíků v rámci kutnohorsko-poděbradského vikariátu královéhradecké diecéze.

## O farnosti

### Historie
Původní kostel v Týnci nad Labem byl románský. V roce 1339 je již doložen kostel v gotickém stylu, při němž existovala rezidence sedleckých cisterciáků, která zanikla během husitských válek. Gotický kostel byl v letech 1780–1781 nahrazen pozdně barokní novostavbou. Hřbitovní kostelík Panny Marie Bolestné byl vystavěn v roce 1724. 
Farnost měla sídelního duchovního správce do roku 2015.

#### Přehled duchovních správců
- 1992–2014 R.D. Jan Kmoníček (administrátor, *5. 6.1962 - † 23. 1. 2014)
- 2014–2015 R.D. Gabriel Burdej (administrátor)
- 2015-2023 R.D. Mgr. Cyril Solčáni
- 2023-současnost R.D. Mgr. Radosław Deręgowski, MSF

(administrátor ex currendo ze Žiželic)

### Současnost
Farnost je spravována excurrendo ze Žiželic.[zdroj⁠?!] Podle webových stránek biskupství je naopak žiželická farnost spravována excurrendo z Týnce nad Labem. 
| Kostel                      | Místo           | Bohoslužba             | Bohoslužba             | Poznámka         |
| --------------------------- | --------------- | ---------------------- | ---------------------- | ---------------- |
| Kaple                       | Bělušice        | neslouží se pravidelně | neslouží se pravidelně | obecní kaple     |
| Kostel sv. Petra a Pavla    | Kojice          | neslouží se pravidelně | neslouží se pravidelně | filiální kostel  |
| Kaple                       | Labské Chrčice  | neslouží se pravidelně | neslouží se pravidelně | hřbitovní kaple  |
| Kostel Nejsvětější Trojice  | Lipec           | liché úterý            | 18.00                  | filiální kostel  |
| Kostel sv. Jana Křtitele    | Týnec nad Labem | neděle středa          | 9.45 18.00             | farní kostel     |
| Kostel Panny Marie Bolestné | Týnec nad Labem | neslouží se pravidelně | neslouží se pravidelně | hřbitovní kostel |